# El pasado
Pour plus de détails, voir Fiche technique et Distribution.
El pasado est un film brésilien réalisé par Héctor Babenco, sorti en 2007. C'est l'adaptation du roman du même nom écrit par l'écrivain argentin Alan Pauls en 2003.

## Synopsis
Un couple décide de se séparer après douze ans de vie commune. Il est facile pour Rímini de passer à autre chose, mais il est difficile pour lui d'empêcher son ex-femme Sofía de les harceler lui et la nouvelle femme de sa vie.

## Fiche technique
- Titre : El pasado
- Réalisation : Héctor Babenco
- Scénario : Héctor Babenco et Marta Goes d'après Alan Pauls
- Pays d'origine : Brésil
- Format : Couleurs - 35 mm - Dolby Digital
- Genre : drame
- Durée : 114 minutes
- Date de sortie : 2007

## Distribution
- Gael García Bernal : Rímini
- Analía Couceyro : Sofía
- Mabi Abele : Mujer terapia
- Mariana Anghileri : Vera
- Mimí Ardú : Nancy
- Paulo Autran : professeur Poussière
- Héctor Babenco : le projectionniste
- Ana Celentano : Carmen
- Alejandro Genes : le barman
- Luis Lattanzi : invité au mariage
- Marta Lubos : Frida
- Robson Nunes : le vendeur